# Eremocharis
Eremocharis là chi thực vật có hoa trong họ Apiaceae.